# 光式研究機2型
福田 光式研究機2型
- 用途：研究機
- 分類：モーターグライダー
- 設計者：葉啓聴
- 製造者：福田軽飛行機
- 運用者：福田軽飛行機
- 初飛行：1941年8月5日
- 生産数：1機
- 運用状況：退役

光式研究機2型（ひかりしきけんきゅうき2がた）は、日本の福田軽飛行機が試作したモーターグライダー（動力滑空機）。

## 概要
1940年（昭和15年）、福田は航空局より発せられた試作命令に従い、葉啓聴技師の設計による光式研究機2型を開発した。機体は1941年（昭和16年）7月に完成し、同年8月5日から8月6日にかけて大阪第二飛行場で行った試験飛行が初飛行となった。その後も試験飛行を続け、10月13日に行われた上昇試験では上昇限度の計算値を650 m上回る高度3,150 mに達するなど、予想を越える性能を見せた。登録記号は「J-BFHN」。
縦横比が13.75の片持式・低翼配置の逆ガル翼を主翼とする「モーター・ソアラー」と形容される機体で、この主翼にはスポイラーも備える。全木製骨組の上に、合板整形と羽布張りが併用されている。エンジンは、TS-1が用いていたスコット製のものを装備するが、これは1,250 m以上の高度では不調を見せた。降着装置は覆いを備えた固定脚。外観は軽飛行機に近いもので、機体登録時には飛行機として扱うかグライダーとして扱うかが論点となったが、最終的にはグライダーと見なされている。

## 諸元
出典：『日本航空機総集 九州・日立・昭和・日飛・諸社篇』 182頁、『日本グライダー史』 97,226頁。
- 全長：6.95 m
- 全幅：13.00 m
- 全高：1.70 m
- 主翼面積：12.3 m2
- 自重：210 kg
- 全備重量：300 kg
- エンジン：スコット フライング・スクイラル 空冷倒立直列型2衝程式2気筒（最大28 hp） × 1
- 最大速度：125 km/h
- 巡航速度：80 - 90 km/h
- 滑空速度：100 - 110 km/h
- 絶対上昇限度：3,100 m（計算値）
- 航続距離：500 km（計算値）
- 翼面荷重：24.4 kg/m2
- 乗員：1名